# De De Lind
De De Lind foi um grupo de rock progressivo italiano formado em 1969.

## História
Formado na província de Varese, se transferiu depois para Milão. A banda então assumiu o nome de uma modelo, escolhida como Miss Playboy em 1967.
Entre os componentes, Ricky Rebajoli, à bateria, era proveniente do Nuovi Angeli. A estreia ocorreu durante o filão pop-beat com uma série de 45 rotações e de participações em festivais, antes de aderir ao rock progressivo, em 1973, com o único álbum criado pela etiqueta Mercury.
O LP se destaca pelas dedicadas melodias, sublinhadas pela flauta e alternadas com momentos rock e riffs de guitarra mais duros, mas ainda pelo quilométrico título "Io non so da dove vengo e non so dove mai andrò. Uomo è il nome che mi han dato", que constitui o texto inteiro da última música do disco. Em consonância com as tendências do tempo, o álbum é construído em torno a uma trama conceitual, baseada em temas da guerra e da memória.
A falta de reconhecimento comercial é a justificativa da dissolução da formação. O cantor Vito Paradiso empreendeu uma carreira solista criando dois discos. Em 1978 e em 1980, nos quais se cercou da colaboração de músicos provenientes de grupos conhecidos, entre os quais, o Banco del Mutuo Soccorso e o Area. A partir dos anos 1990, com o nascimento de algumas etiquetas independentes especializadas na reedição de álbuns progressivos, o De De Lind foram redescobertos e o seu álbum foi reconhecido como um dos melhores do seu gênero.

## Formação
- Vito Paradiso: voz, violão
- Gilberto Trama: aerofone
- Matteo Vitolli: guitarra
- Eddy Lorigiola: baixo
- Ricky Rebajoli: bateria

## Discografia

### 33 rotações
- 1973: Io non so da dove vengo e non so dove mai andrò. Uomo è il nome che mi han dato (Mercury Records, 6323 901 A)
- 2004: Io non so da dove vengo e non so dove mai andrò. Uomo è il nome che mi han dato (Vinyl Magic, VM 083; reedição do 45 rotações de 1973)
- 2007: Io non so da dove vengo e non so dove mai andrò. Uomo è il nome che mi han dato (Vinyl Magic, VM 083; reedição do 45 rotações de 1973, com vinil branco)

### Singles
- 1969 - Anche se sei qui / Come si fa? (Windsor, WRNP 004)
- 1970 - Mille anni / Ti devo lasciare (Mercury Records, 6027 001)
- 1971 - Signore dove vai? / Torneremo ancora (Mercury Records, 6027 003)
- 1973 - Fuga e morte / Paura del niente (Mercury Records, AS 210)

### CD
- 1990: Io non so da dove vengo e non so dove mai andrò. Uomo è il nome che mi han dato (Mercury Records, 846 414-2; reedição do 45 rotações de 1973)
- 2003: Io non so da dove vengo e non so dove mai andrò. Uomo è il nome che mi han dato (Vinyl Magic, VMCD083; reedição do 45 rotações de 1973)
- 2009: Io non so da dove vengo e non so dove mai andrò. Uomo è il nome che mi han dato (Universal Music, 0602527121789; reedição do 45 rotações de 1973)